# 皮瑟 (厄尔-卢瓦省)
皮瑟（法語：Puiseux，法語發音：[pɥizø]）是法国厄尔-卢瓦省的一个市镇，属于德勒区。

## 地理
皮瑟（48°38'13"N, 1°22'30"E）面积5.22 平方千米，位于法国中央-卢瓦尔河谷大区厄尔-卢瓦省，该省份为法国北部内陆省份，北起顺时针与厄尔省、伊夫林省、埃松省、卢瓦雷省、卢瓦-谢尔省、萨尔特省和奧恩省接壤。
与皮瑟接壤的市镇（或旧市镇、城区）包括：特朗布莱莱维拉日。

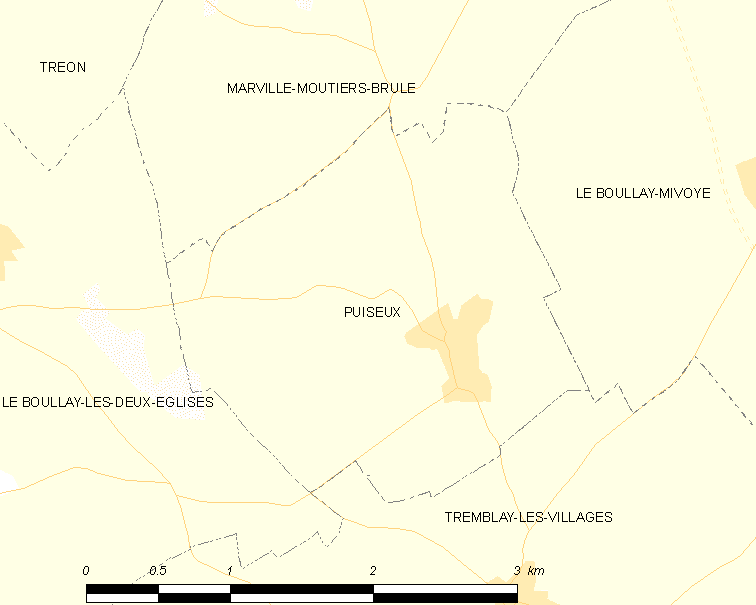
的OSM定位图

皮瑟的时区为UTC+01:00、UTC+02:00（夏令时）。

## 行政
皮瑟的邮政编码为28170，INSEE市镇编码为28312。

## 政治
皮瑟所属的省级选区为圣吕班德容什雷县。

## 人口

1962-2008年间人口变化图示

皮瑟于2022年1月1日时的人口数量为133人。